# Ukhaydírida
La dinastia ukhaydírida o dels ukhaydírides (àrab: الأخيضريون, al-Uẖayḍiriyyūn) o dels Banu l-Ukhàydir (àrab: بنو الأخيضر, Banū l-Uẖayḍir) fou una nissaga alida que va regnar a la Yamama del 867 al segle xi.
La va fundar Muhàmmad ibn Yússuf al-Ukhàydir ibn Ibrahim ibn Mussa al-Jawn ibn Abd-Al·lah ibn al-Hàssan ibn al-Hàssan ibn Alí ibn Abi-Tàlib (nascut 825/826) que tenia un germà de nom Ismaïl que es va revoltar a l'Hijaz i es va apoderar de la Meca el 865. Ismaïl va morir de verola el 866 i el va substituir el seu germà Muhàmmad ibn Yússuf al-Ukhàydir. Derrotat per un exèrcit del califa al-Mutazz, dirigit per Yússuf ibn Abi-s-Saj, es va retirar a la Yamama on es va fer independent amb seu a al-Khidrima, la moderna al-Khardj, una ciutat fortalesa.
Poca cosa se sap dels regnats dels emirs que el van succeir. Es diu que foren els responsables de l'emigració dels habitants de la Yamama, especialment els Banu Hanifa. Segons les fonts, l'opressió de Muhàmmad va fer marxar a milers de persones cap a l'Alt Egipte, però això podria no ser cert, ja que Ibn Hàwqal situa l'emigració el 852/853, o sigui, abans de l'arribada d'al-Ukhàydir a la Yamama. Es diu que el 922/923, quan ja no governava Muhàmmad, els habitants de Kuran, a la Yamama, van fugir a Bàssora a causa dels alts impostos sobre les seves terres.
A Muhàmmad ibn Yússuf el va succeir el seu fill Yússuf ibn Muhàmmad i després el net Ismaïl ibn Yússuf. Aquest darrer va tenir inicialment bones relacions amb els càrmates de Bahrain, a l'Aràbia Oriental, i el 925 va participar en la conquesta de Kufa pel cap càrmata Abu-Tàhir al-Jannabí, i aquest el va nomenar governador de la ciutat. No se sap perquè, però el 928 Ismaïl, el seu oncle Muhàmmad i tres dels seus germans van morir en combat contra els càrmates. Va pujar al tron al-Hàssan, que va tenir com a successor al seu germà Ismaïl, que va estar sota protectorat càrmata. Al seu torn fou succeït pel seu fill Àhmad.
A partir d'aquest moment la situació és incerta. El següent emir degué ser Abu-l-Muqàl·lid Jàfar ibn Àhmad ibn al-Hàssan o bé la descendència d'aquest. Alguns d'aquests descendents foren morts per rivals pretendents al tron. Nasir-i Khusraw va visitar la Yamama el 1051 i en aquell moment els ukhaydírides disposaven de 300 o 400 cavallers i controlaven el territori. Els descriu com a xiïtes zaydites. Algun temps després el seu poder va declinar i el govern va passar als Banu Kilab.
Els descendents dels ukhaydírides, coneguts com els Banu Yússuf, van formar una tribu local que va existir fins al segle xv, aliada als Amir i els Ayl.

## Emirs
- Muhàmmad ibn Yússuf al-Ukhàydir (866-?)
- Yùssuf ibn Muhàmmad (?-?)
- Ismaïl ibn Yússuf (?-928)
- Al-Hàssan ibn Ismaïl (928-?)
- Ismaïl ibn Ismaïl (?-?)
- Àhmad ibn Ismaïl (?-?)
- Abu-l-Muqàl·lid Jàfar ibn Àhmad (?-?)
- Descendents d'Abu-l-Muqàl·lid Jàfar